# Джейн Морган
Джейн Морган (англ. Jane Morgan, при народженні Флоренс Кетрін Кур'є, англ. Florence Catherine Currier; 3 травня 1924, Ньютон, Массачусетс — 4 серпня 2025, Нейплс, Флорида) — американська теле- та кіноакторка, естрадна співачка, одна з провідних поп-виконавиць у 1943—1973 роках. 6 травня 2011 року співачка була удостоєна зірки на Голлівудській алеї слави.

## Біографія
Флоренс Кетрін Кур'є народилася в сім'ї музикантів, її батько, Бертрам грав на віолончелі у Бостонському попс оркестрі, а мати, Ольга була концертною співачкою та піаністкою. Батьки також керували сімейною музичною школою в Ньютоні. Флоренс Кетрін навчалася співати, грати на фортепіано і танцювати. Після закінчення середньої школи її музичні навички дали можливість вступити до престижної музичної Джульярдської школи в Нью-Йорку, де її вчителем вокалу була Бель Джулі Судан, і Флоренс мала намір стати оперною співачкою, хоч вечорами виступала в різних нічних клубах.

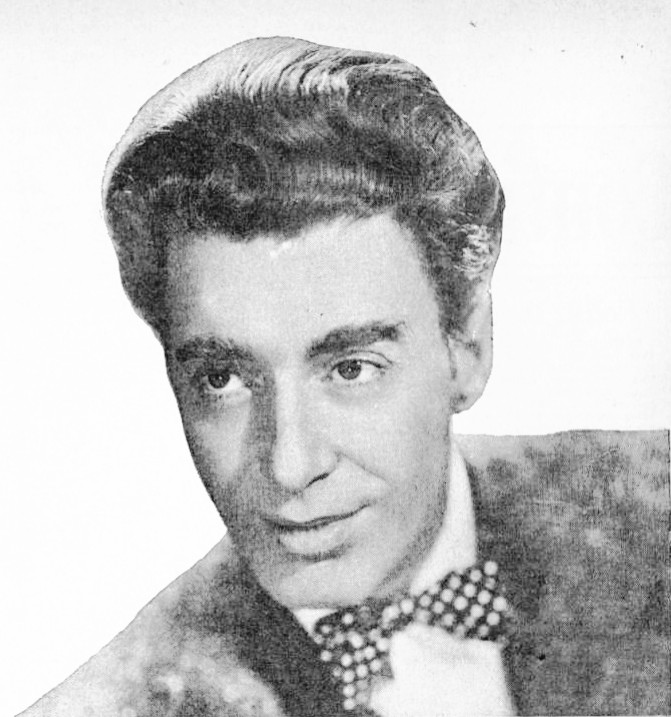
Арт Муні (1945)

У 1944 році, ще в Джуліарді, американський співак Арт Муні, почувши її спів, запросив її виступати з його оркестром і змінив її ім'я на Джейн Морган. Врешті у 1948 році на неї звернув увагу французький імпресаріо Бернард Ільда́ (Bernard Hilda), що запропонував Джейн співати в Парижі.

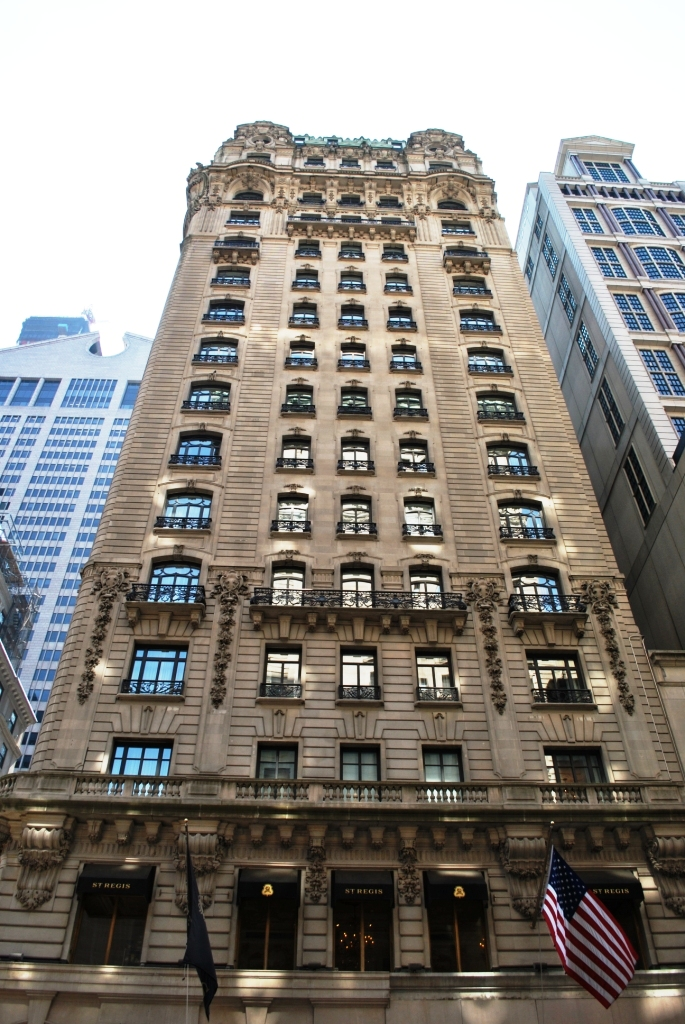
Готель Сейн-Риджис в Нью-Йорку. 2014

У Франції гарна талановита блондинка Джейн Морган дуже швидко завоювала популярність європейської публіки, яка була спрагла до американської музики. Вона виступала у всіх великих клубах, записувала пісні французькою, німецькою, італійською та рідною англійською мовами на студіях звукозапису «Полідор рекордз», «Парльофон рекордз», «Філіпс рекордз». У 1949 році вона підписала контракт з новоствореною студією «Кеп рекордз». Перший альбом Джейн Морган вийшов під назвою «Американська дівчина з Парижа».
У 1952 році Морган поїхала до Монреалю (Канада), де в розкішному готелі Ріц-Карлтон виступала співаючи пісні французькою та англійською мовами. Після повернення до Нью-Йорку виступала у висококласних нічних клубах, готелі Сейн-Риджис та у власному шоу радіомовної компанії NBC у супроводі Симфонічного оркестру Ен-Бі-Сі, який складався з п'ятдесятьох музикантів.
У 1954 році Морган знову повернулася до Європи.
У 1957 році пісня «Захоплення» (Fascination) у виконанні Джейн Морган увійшла до першої десятки найкращих мелодій.
У кінці 1950-х, на початку 1960-х років були популярними її пісні «День, коли пішов дощ» [Архівовано 27 липня 2018 у Wayback Machine.] (The Day The Rains Came), «Якби тільки я могла почати життя спочатку» (If Only I Could Live My Life Again), «З відкритими обіймами» (With Open Arms) і «Романтика» [Архівовано 5 жовтня 2020 у Wayback Machine.] (Romantica).
Після восьми років співпраці з «Кеп рекордз» вона записала три альбоми на студії «Колпікс Рекордс». Шлягерами серед записаних пісень стали «Останній раз, коли я бачив Париж» (The Last Time I Saw Paris) і «Як добре» (C'est si bon). Після контракту з «Кулпікс Рекордз» вона записала чотири альбоми на студії звукозапису «Епік Рекордз».

## Особисте життя
З 1942 року була дружиною Пітера Сміта (Peter Smith), з яким розлучилася у 1951 році. У 1959 році Джейн Морган вийшла замуж за Ларі Стіта (Laurence Augustine Stith Jr), з яким розлучилася у 1964 році. У 1965 році у 41-річному віці вона вийшла замуж за 28-річного кінопродюсера та актора Джері Вайнтравба, вони адоптували трьох дочок. Джейн є ма́тір'ю Джоді, Лорі, Джош та Джо Вайнтравбів. Пара розійшлася у 1980 році, але ніколи не розлучалася. 6 липня 2015 року Джері Вайнтравб помер.